# Molongum
Molongum es un género de planta con flor con tres especies perteneciente a la familia de las Apocynaceae. Es originario de Sudamérica tropical.

## Taxonomía
El género fue descrito por Marcel Pichon y publicado en Mémoires du Muséum National d'Histoire Naturelle 24: 167. 1948.

## Especies aceptadas
A continuación se brinda un listado de las especies del género Molongum aceptadas hasta octubre de 2013, ordenadas alfabéticamente. Para cada una se indica el nombre binomial seguido del autor, abreviado según las convenciones y usos.
- Molongum laxum (Benth.) Pichon (GCI)
- Molongum lucidum (Kunth) Zarucchi
- Molongum zschokkeiforme (Markgr.) Pichon